# Mesquita Jameh de Khalilabad

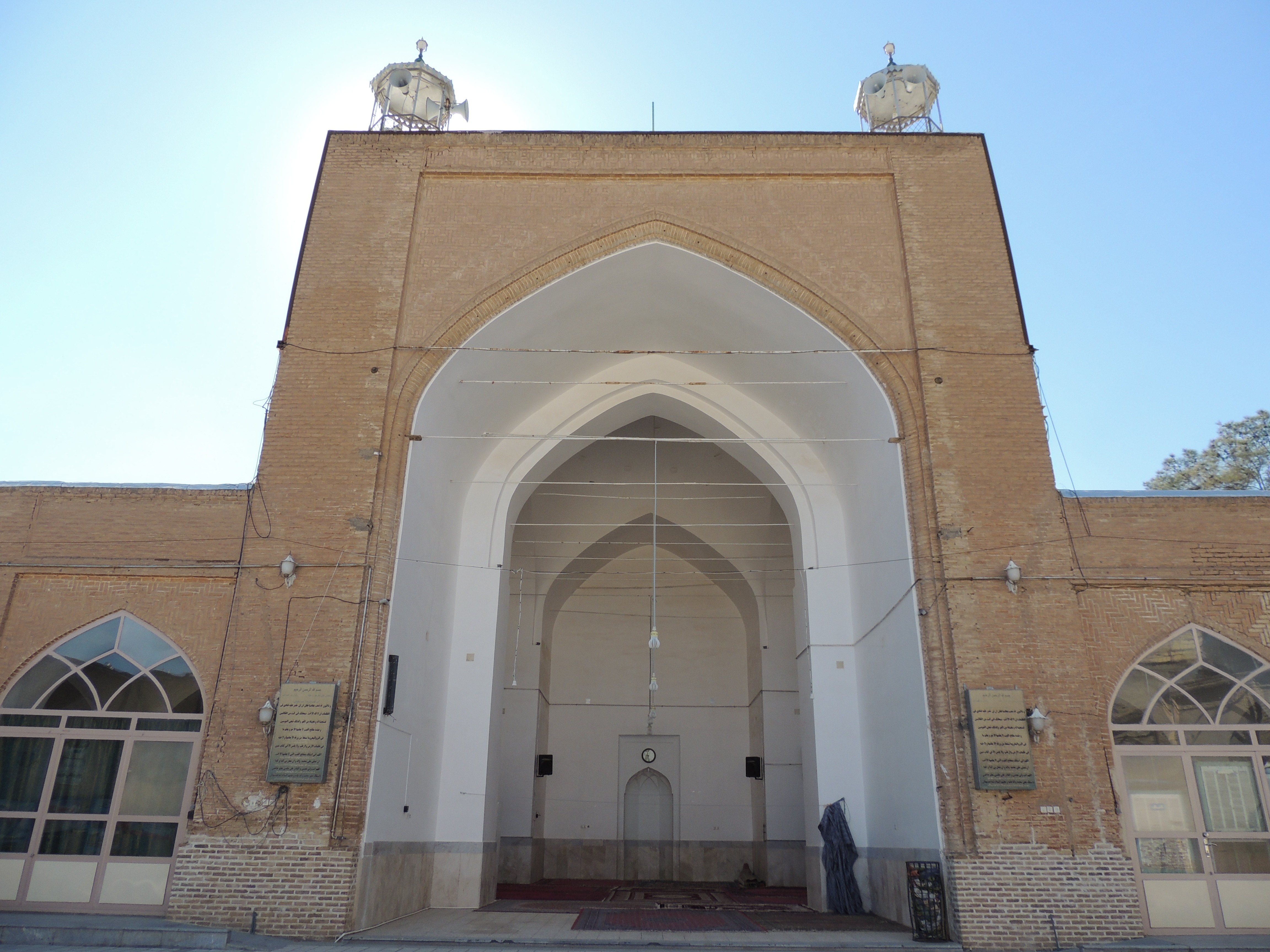
Mesquita Jameh de Khalilabad

A mesquita Jameh de Khalilabad é uma mesquita remonta à dinastia Pahlavi e está localizada em Khalilabad, na província de Razavi Khorasan, no Irão.